# Cypripedium Lothar Pinkepank
Cypripedium Lothar Pinkepank — грекс рода Cypripedium семейства Орхидные.
Используется в качестве декоративного садового растения и селекции.

## Биологическое описание
Высота составляет 35—60 см. Окраска цветка, как у башмачка кентуккийского, но более яркая, контрастная. Губа кремово-жёлтая, её цвет более интенсивный, чем у башмачка кентуккийского.

## В культуре
Выдерживает зимние понижения температуры до −25 °С. 
Вегетативное размножение более быстрое, чем у башмачка кентуккийского. В год прибавляется 3—4 новых побега.

## Грексы, созданные с участиемCypripediumLothar Pinkepank
По данным The International Orchid Register, на ноябрь 2018 года.
- Bertradis K.D.Schmidt, 2011 (= Cypripedium Lothar Pinkepank × Cypripedium henryi)
- GPH Barbara's Smile R.Burch, 2014 (= Cypripedium Lothar Pinkepank × Cypripedium Kristi Lyn)
- GPH Theresa R.Burch, 2013 (= Cypripedium Lothar Pinkepank × Cypripedium macranthos)
- Jacob K.D.Schmidt, 2014 (= Cypripedium Lothar Pinkepank × Cypripedium tibeticum)
- Oliver K.D.Schmidt, 2011 (= Cypripedium Lothar Pinkepank × Cypripedium calceolus)
- Olli K.D.Schmidt, 2011 (= Cypripedium Lothar Pinkepank × Cypripedium kentuckiense)
- Silvia K.D.Schmidt, 2010 (= Cypripedium Lothar Pinkepank × Cypripedium Sabine)
- Bertradis H.Pinkepank, 2015 (= Cypripedium Kathleen Anne Green × Cypripedium Lothar Pinkepank)
- Bertradis K.D.Schmidt, 2010 (= Cypripedium Dietrich × Cypripedium Lothar Pinkepank)